# Moropus
Il moropo (MoropusMarsh, 1877) è una specie estinta di mammifero perissodattile vissuto nel Miocene inferiore in Nordamerica, esistente fino a 9,4 milioni di anni fa

## Un bradipo o un cavallo?
Questo strano animale, appartenente ai perissodattili (che comprendono cavalli e rinoceronti), fu dapprima scambiato per un bradipo gigante a causa dei frammentari resti fossili che includevano principalmente alcuni grandi artigli posizionati sui piedi. Fu solo dopo il ritrovamento di scheletri completi ad Agate Springs che fu possibile chiarire la vera natura di questo animale. Il Moropus appartiene al gruppo dei calicoteri, grandi animali erbivori che ricordavano un incrocio tra un gorilla, un orso e un cavallo.

## Un erbivoro altamente specializzato
Nel Miocene inferiore, in Nordamerica, le grandi distese erbose si stavano diffondendo velocemente a causa del clima sempre più arido, con conseguente radiazione esplosiva di specie di artiodattili (ungulati con dita pari). Tuttavia, gli adattamenti dello scheletro di Moropus dimostrano che vi erano ancora abbastanza alberi e ambienti rivieraschi per accogliere animali così specializzati.

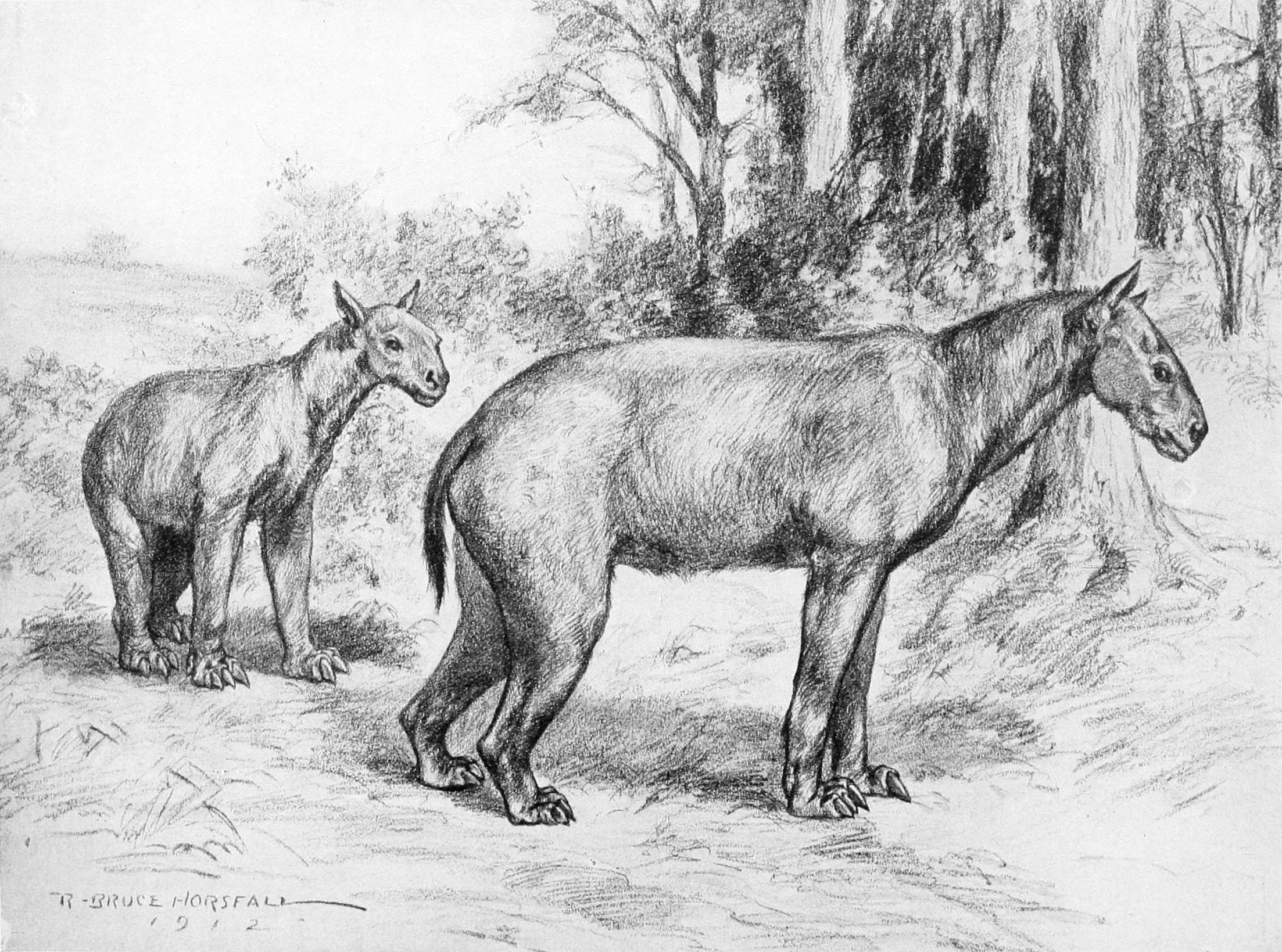
Ricostruzione di Moropus elatus

### Zampe robuste
Lo scheletro del Moropus è molto robusto. L'animale in vita doveva essere alto due metri e mezzo alla spalla; le proporzioni delle zampe di Moropus ricordano vagamente quelle della giraffa, poiché le zampe anteriori sono leggermente più lunghe delle posteriori. Il cranio è profondo e superficialmente simile a quello di un cavallo. I molari erano larghi e a corona bassa, una prova che questo animale preferiva nutrirsi di foglie piuttosto che della dura erba contenente silicio. Attualmente si crede che Moropus fosse capace di rimanere appoggiato alle sole zampe posteriori, usando le massicce zampe anteriori per avvicinare alla bocca le fronde degli alberi. È possibile che questo erbivoro avesse lingua o labbra prensili, come molti altri ungulati odierni. Le vertebre cervicali di Moropus possiedono una particolare articolazione che permetteva all'animale di tenere la testa eccezionalmente alta, ma è altrettanto chiaro che la testa poteva facilmente essere abbassata a livello del terreno.

### Il "piede stupido"
I tre artigli altamente compressi posizionati su ciascuna zampa erano dotati di un profondo solco nel mezzo. Questi artigli, in effetti, rendono bene il nome di Moropus: "piede stupido" o "piede lento". Il nome implica che il Moropus non fosse un animale veloce, ma l'articolazione delle falangi sembrerebbe suggerire che gli artigli potevano essere tenuti in modo tale da permettergli una camminata abbastanza agile.

## Parenti e specie
Al contrario delle forme "tipiche" come Chalicotherium, Moropus non aveva un aspetto particolarmente "pendente" dato dall'estrema disparità tra arti anteriori e posteriori. Il moropodo è posto nella famiglia degli anciloteridi; la specie più nota del genere è Moropus elatus.